# Мансур I (емір Тбілісі)
Мансур I (д/н — 952) — 10-й емір аль-Тефеліса у 914—952 роках.

## Життєпис
Син тбіліського еміра Джафара I. Успадкував владу 914 року. 919 року звільнив державу від залежності Саджидів, але 923 року знову їм підпорядкувався. Намагався маневрувати між Абхазьким царством і Тао-Кларджеті, зберігаючи союз з Кахетією.
Загалом панування Мансура I характеризується відновленням міст та фортець, поліпшенням економічної ситуації. Він першим став карбувати срібні дирхеми з власним ім'ям, але також вказував ім'я багдадського халіфа аль-Муті. Тому деякі дослідники помилково вважали останнього братом Мансура й співволодарем. Разом з тим карбування власної монети еміром було чинником фактичної влади еміра, халіф був лише номінальним зверхником.
У 940-х роках визнав зверхність держави Саларидів. Помер 952 році. Йому спадкував син Джафар II.